# Strauzia noctipennis
Strauzia noctipennis är en tvåvingeart som beskrevs av Stoltzfus 1988. Strauzia noctipennis ingår i släktet Strauzia och familjen borrflugor. Inga underarter finns listade i Catalogue of Life.